# در بادیه و بیابان (فیلم ۱۹۷۳)
در بادیه و بیابان (لهستانی: W pustyni i w puszczy) فیلمی لهستانی به کارگردانی ووادیسواف شِلِشتسکی است که در سال ۱۹۷۳ منتشر شد. این فیلم بر پایهٔ رمانی به همین نام اثر هنریک سینکیه‌ویچ ساخته شد و داستان دو کودک به نام‌های «استاش تارکوفسکی» و «نل رالیسون» است که در جریان شورش محمد احمد المهدی در سودان توسط شورشیان ربوده شده‌اند.

## گزیدهٔ بازیگران
- توماش مندژاک
- مونیکا رُسکا
- یژی کاماس
- ادموند فتینگ
- عباس فارس
- احمد حجازی
- مونیکا رُسکا